# Trois pièces brèves
Les Trois pièces brèves sont une œuvre musicale de Jacques Ibert écrite pour quintette à vent qui constitue l'une de ses plus célèbres partitions de musique de chambre. 

## Présentation
Composées en 1930, les Trois pièces brèves sont à l'origine destinées à une musique de scène pour l'adaptation en français par Maurice Constantin-Weyer de The Beaux' Stratagem de l’Irlandais George Farquhar, sous le titre de Le Stratagème des roués. 
Elles sont ainsi créées le 21 mars 1930 au théâtre de l'Atelier à Paris. 

## Structure
La durée d'exécution moyenne des pièces est de sept minutes environ, et l’œuvre se compose de trois mouvements :
1. Allegro
2. Andante
3. Assez lent — Allegro scherzando

## Analyse
Selon François-René Tranchefort, l’œuvre allie « charme des sonorités agrestes et subtilité de jeux polytonaux ».
Le premier mouvement s'ouvre sur une brève introduction, avant que la musique prenne une coloration de danse, sous forme de gigue. Le deuxième mouvement se présente sous la forme d'un duo entre la flûte et la clarinette, puis les autres instruments viennent ponctuer la fin. Le troisième mouvement débute à son tour par une introduction lente et théâtrale, qui amène un allegro scherzando enlevé qui dérive en un vivo sous forme de récapitulation thématique. 

## Hommage
À la suite d'une écoute radiophonique, Pierre Alechinsky s'inspire de l’œuvre musicale d'Ibert pour dessiner en 1962 Trois pièces brèves à l'encre de chine et lavis sur vergé ancien, une œuvre conservée dans les collections des musées royaux des Beaux-Arts de Belgique.

## Discographie
- French Music for Winds — 20th-Century Wind Quintets, Les Vents français, 2 CD, Warner Classics 2564634845, 2014.
- Jacques Ibert, œuvres pour vents, Ensemble Initium, Timpani 1C1210, 2014.
- French Music for Wind Quintet, Danish National Symphony Orchestra Wind Quintet, Naxos 8.557356, 2005.